# Adesmia psoraleoides
Adesmia psoraleoides es una especie de planta floral del género Adesmia, categorizada en la tribu Dalbergieae, de la familia Fabaceae.

## Distribución
Especie nativa de Brasil. Crece en el bioma subtropical.

## Taxonomía
Fue descrita por Vogel y publicada en Linnaea 12: 80 (1838).